# NGC 4365
NGC 4365 es una galaxia elíptica gigante situada en la constelación de Virgo a una distancia de 60 millones de años luz al alcance de telescopios de aficionado. Es un miembro del Cúmulo de Virgo, situado en la periferia de éste y perteneciendo al subgrupo Virgo B. (el mismo al que quizás pertenezca M49, la galaxia más brillante del cúmulo).
El rasgo más notable de esta galaxia, rica en cúmulos globulares al igual que otras muchas galaxias de su tipo y con una población de ellos estimada en alrededor de 3500, es lo que parecen ser cúmulos globulares más jóvenes de lo que cabría esperar, con una edad de entre dos mil millones y ocho mil millones de años en vez de una edad comparable a la edad del Universo cómo suele suceder con este tipo de objetos; con todo, también se ha sugerido que puede deberse en realidad a que dichos cúmulos tengan diferente metalicidad, siendo de la misma antigüedad que los considerados más viejos.
Otros estudios muestran también que NGC 4365 es más aplastada de lo que parece visualmente, con una forma marcadamente triaxial y su eje mayor apuntando casi directamente hacia nosotros y en dirección suroeste. Se piensa que puede tener un agujero negro supermasivo de 400 millones de masas solares en su centro.